# Orpingtonanka

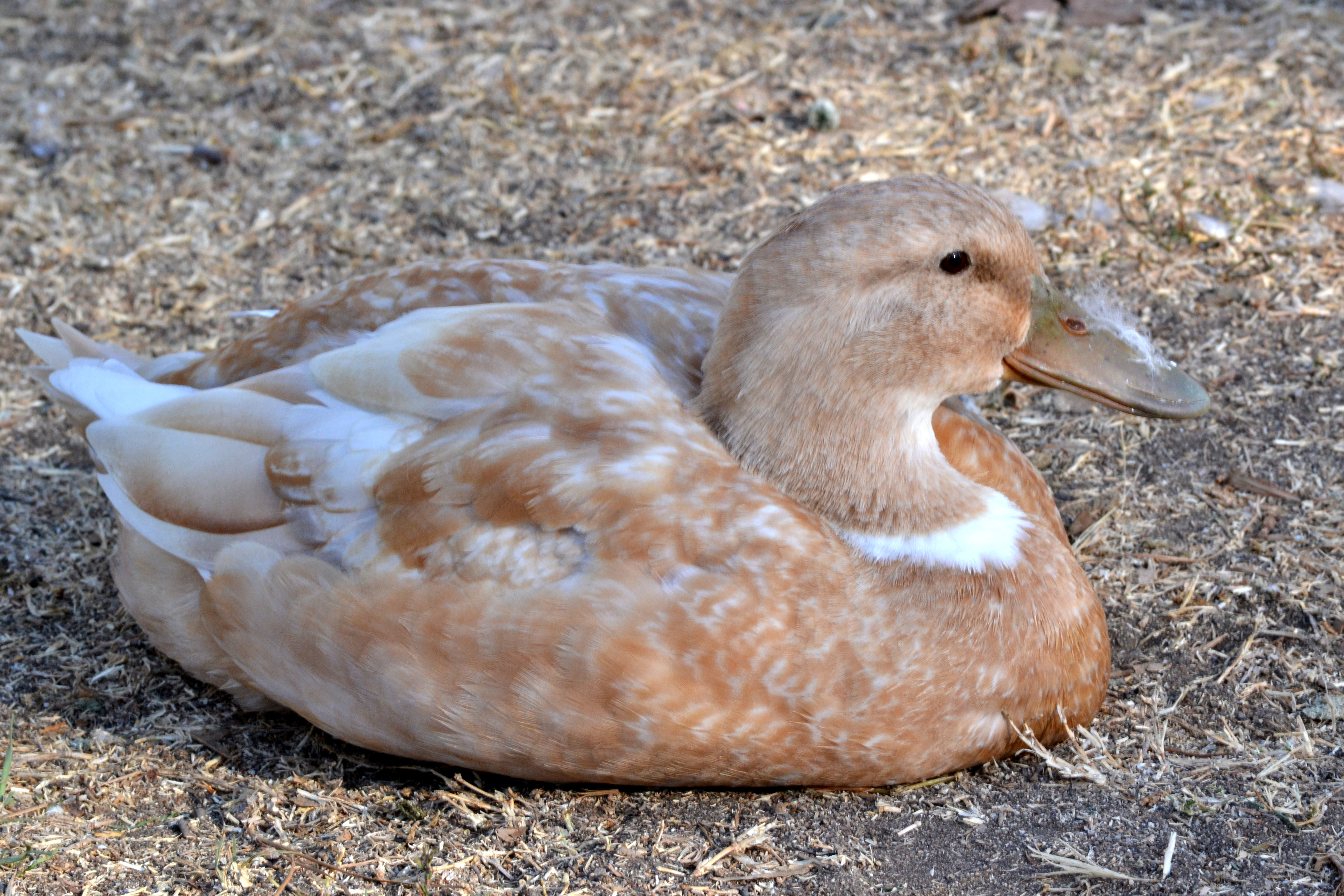
Orpingtonanka i Kalifornien

Orpingtonanka är en ras av ankor uppfödd för ägg och köttproduktion. Den framavlades i Orpington i grevskapet Kent i Storbritannien i början på 1900-talet, av fjäderfäuppfödaren William Cook. I avelsarbetet ingick rouenanka, aylesburyanka, löpanka och cayugaanka. 1908 introducerades ankorna från Orpington i USA och 1914 kom orpingtonankan att bli erkänd som ras av amerikanska fjäderfäsällskapet.
Orpingtonankan är gulaktig i färgen och väger omkring 3 kilogram eller något mer. Honorna kan lägga mellan 150 och 220 ägg per år. Ungfåglarna växer relativt snabbt och det en bra ras både för äggproduktion och för köttproduktion. Dock växer orpingtonankan inte så snabbt som pekingankan, något som lett till att rasen har blivit allt mer sällsynt eftersom uppfödare av ekonomiska skäl började övergå till den mer lönsamma pekingankan.

### Fotnoter
1. 1 2  ”Buff or Orpington Duck”. https://www.livestockconservancy.org/index.php/heritage/internal/buff. Läst 30 november 2020.